# Liste des médaillées olympiques françaises en gymnastique artistique
- Cet article est partiellement ou en totalité issu de l'article intitulé « Gymnastique en France » (voir la liste des auteurs).

Cet article dresse la liste des médaillées olympiques françaises en gymnastique artistique. Seules sont indiquées les éditions durant lesquelles les gymnastes françaises ont obtenu au moins une médaille. 

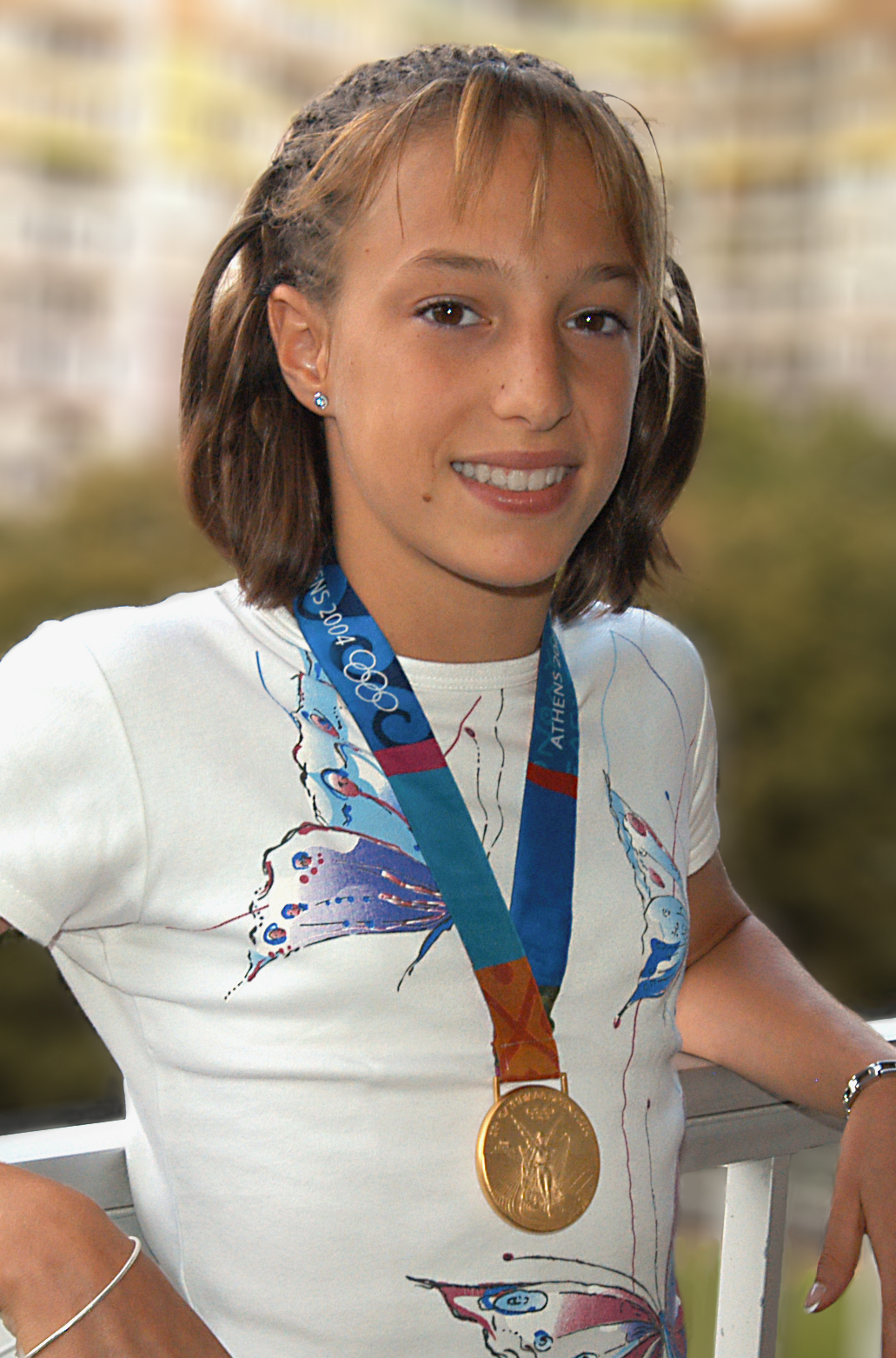
Emilie Le Pennec portant sa médaille d'or olympique obtenue en 2004.

Les femmes ont pu participer aux Jeux olympiques en gymnastique artistique à partir de 1928, d'abord seulement par équipe ; les autres épreuves (concours individuel et concours par agrès) sont apparues en 1952.

## Épreuves olympiques actuelles
Tableau mis à jour après les Jeux olympiques de Rio en 2016
| Lieux (Année)  | Épreuve             | Épreuve             | Épreuve | Épreuve             | Épreuve | Épreuve |
| Lieux (Année)  | Concours par équipe | Concours individuel | Saut    | Barres asymétriques | Poutre  | Sol     |
| -------------- | ------------------- | ------------------- | ------- | ------------------- | ------- | ------- |
| Athènes (2004) |                     |                     |         | Émilie Le Pennec    |         |         |

## Anciennes épreuves olympiques
Une seule épreuve de gymnastique artistique féminine n'est désormais plus au programme olympique. Il s'agit des exercices d'ensemble avec agrès portatifs par équipes. Cette épreuve n'a eu lieu qu'aux Jeux de 1952  et de 1956. Aucune gymnaste française n'a obtenu de médaille à cette épreuve.